# Fuera Monsanto
Fuera Monsanto es una canción de la banda argentina Perro Verde, la letra es un rap y fue compuesta por Demián, Martín, Gustavo, Rocío, Facundo y Yoel. Fue lanzada en el 2013.
La canción es una protesta contra la empresa multinacional Monsanto, empresa proveedora de productos químicos para la agricultura, en su mayoría herbicidas y transgénicos. Entre sus productos más conocidos se encuentran el glifosato bajo la marca Roundup y el maíz genéticamente modificado MON 810, los cuales son mencionados en la letra de la canción.
Que se hace eco del las polémicas que genera Monsanto alrededor del mundo, debido a múltiples denuncias sobre perjuicios a la salud, impactos ambientales negativos y el desconocimiento acerca de los efectos que podría producir la alteración genética de los alimentos para consumo humano.
La Argentina fue el primer país en legalizar el cultivo de transgénicos y en patentar una semilla transgénica llamada «Intacta». Cristina Fernández anunció las inversiones de Monsanto en la Argentina en 2012.
La canción ha sido interpretada junto a Manu Chao en su gira por Chile, Santa Fe, Buenos Aires, Salta y Córdoba en donde se instalaría Monsanto.
La canción tiene un video dirigido por Pereyra y Mancuso. Donde se puede ver al banda tocando cerca de la construcción de la fábrica argentina de Monsanto (ubicada en Malvinas Argentinas en Córdoba), el cantante lleva una remera con la consigna: "Fuera Monsanto", se presentan datos sobre la empresa Monsanto, e imágenes de la marcha contra la instalación de la planta. 

”...Te lo digo, te lo canto: ¡fuera Monsanto!.”
Letra de Fuera Monsanto.